# Іш-Вак-Чан-Ахав
Іш-Вак-Чан-Ахав або Іш-Вак-Чан-…-Ахав (д/н — (15 або 16 лютого 741 року)) — цариця Саальського царства, фактично його володарка з 682 до 706 року. Сприяла його значному політичному посиленню.

## Життєпис
Походила з династії Дос-Пілас (Південне Мутульське царство). Донька ахава Баахлах-Чан-К'авііля і Іш-Вак-Б'улу', представниці династії Канульського царства. У 682 році внаслідок перемог її батька над саальським ахавом К'ак'-…-Чан-Чааком, правління останнього було припинено. Того ж року вийшла заміж за представника династії Сааль. З самого початку перебрала владу на себе.
Іш-Вак-Чан- Ахав ніколи не називали володаркою Сааль (її ім'я завжди супроводжується мутульскою емблемою Дос-Пілас), але вона володіла всіма іншими привілеями царського сану, зводила монументи і виконувала основні календарні ритуали. Для встановлення зв'язку з минулим Саальського царства і щоб підкреслити безперервність царської влади, активно використовувала фігуру раннього правителя Ах-Восаль-Чан-К'ініча, з яким порівнювала власні ритуальні дії.
У 688 році народила сина К'ак'-Тілів-Чан-Чаака, якого у 693 році оголосила царем. Водночас вже якості регента зберігала усю повноту влади. У зовнішній політиці цариця спиралася на союз з Канульським та Південне мутульським царствами. 9.13.1.4.19, 12 Кавак 2 Йошкін (20 червня 693 року) була здобута перемога над царем міста К'інчількаб. Іш-Вак-Чан-Ахав розвинула свій успіх: 9.13.1.9.5, 7 Чікчан 8 Сак (14 вересня 693 року) було спалено місто Тууб'аль, а потім в 9.13.1.13.14, 5 Іш 17 Муваан (12 грудня 693 року) підкорено царство Б'італь.
Війни з невеличкими держави перетворилася на протистояння з Мутульським царством. У день 9.13.2.16.10, 5 Ок 8 Кумк'у (1 лютого 695 року) саальське військо здобуло перемогу над Мутулєм в битві біля місцевості К'ан-Туль («Жовтий Кролик»), а ворожого полководця Сійах-К'авііля було захоплено в полон. Через 30 днів Іш-Вак-Чан-Ахав відсвяткувала цей успіх під час церемонії закінчення періоду 9.13.3.0.0, 9 Ахав 13 Поп (3 березня 695 року). Після цього цариця надала своє військо Йукноом-Їч'aak-K'aк'у, ахаву Кануля, але той зазнав нищівної поразки.
Втім завдяки зусиллям цариці Сааль зберіг своє становище. Вона продовжила свої щорічні походи. У дні 9.13.4.1.13, 12 Б'єн 1 Сіп (30 березня 696 року) і 9.13.5.4.13, 3 Б'єн 16 Сек (24 травня 697 року) війська Сааля здобули перемоги над двома містами, назви яких поки не прочитані.
9.13.6.4.17, 3 Кабан 15 Сек (23 травня 698 року) було знову і остаточно розгромлено К'інчількаб'. Найзначніша перемога була здобута в день 9.13.6.10.4, 6 К'ан 2 Сак (7 вересня 698 року), коли саальські війська спалили столицю царства К'анвіц (Уканаль) і взяли в полон місцевого царя Іцамнаах-Балама.
У відзначення цих перемог в квітні 699 року в Вакчаб'налі пройшла церемонія. Іш-Вак-Чан-Ахав ритуально топтала бранця з К'інчількаб'а. Трьома роками пізніше цариця і її син відсвяткували закінчення періоду 9.13.10.0.0, 7 Ахав 3 Кумк'у (26 січня 702 року). Тоді ж були встановлені Стели 22 і 24, на яких детально описані вдалі для Сааля походи 690-х років.
Після цього Іш-Вак-Чан-Ахав зосередилася на внутрішніх справах, припинивши походи. Близько 706 року відходить від активної діяльності, її старший син К'ак'-Тілів-Чан-Чаак перебирає реальну владу. Після його смерті близько 728 року домоглася передачі влади молодшому синові Яш-Майуй-Чан-Чааку.
Померла Іш-Вак-Чан-Ахав в день 9.15.9.11.5/6, 11 Чікчан/12 Кімі 8/9 Поп (15 або 16 лютого 741 року).